# Euphorbia helwigii
Euphorbia helwigii là một loài thực vật có hoa trong họ Đại kích. Loài này được Urb. & Ekman mô tả khoa học đầu tiên năm 1929.